# Mc1r
MC1R (Melanocortin 1 receptor) — белок.

## Работа Мс1r у млекопитающих

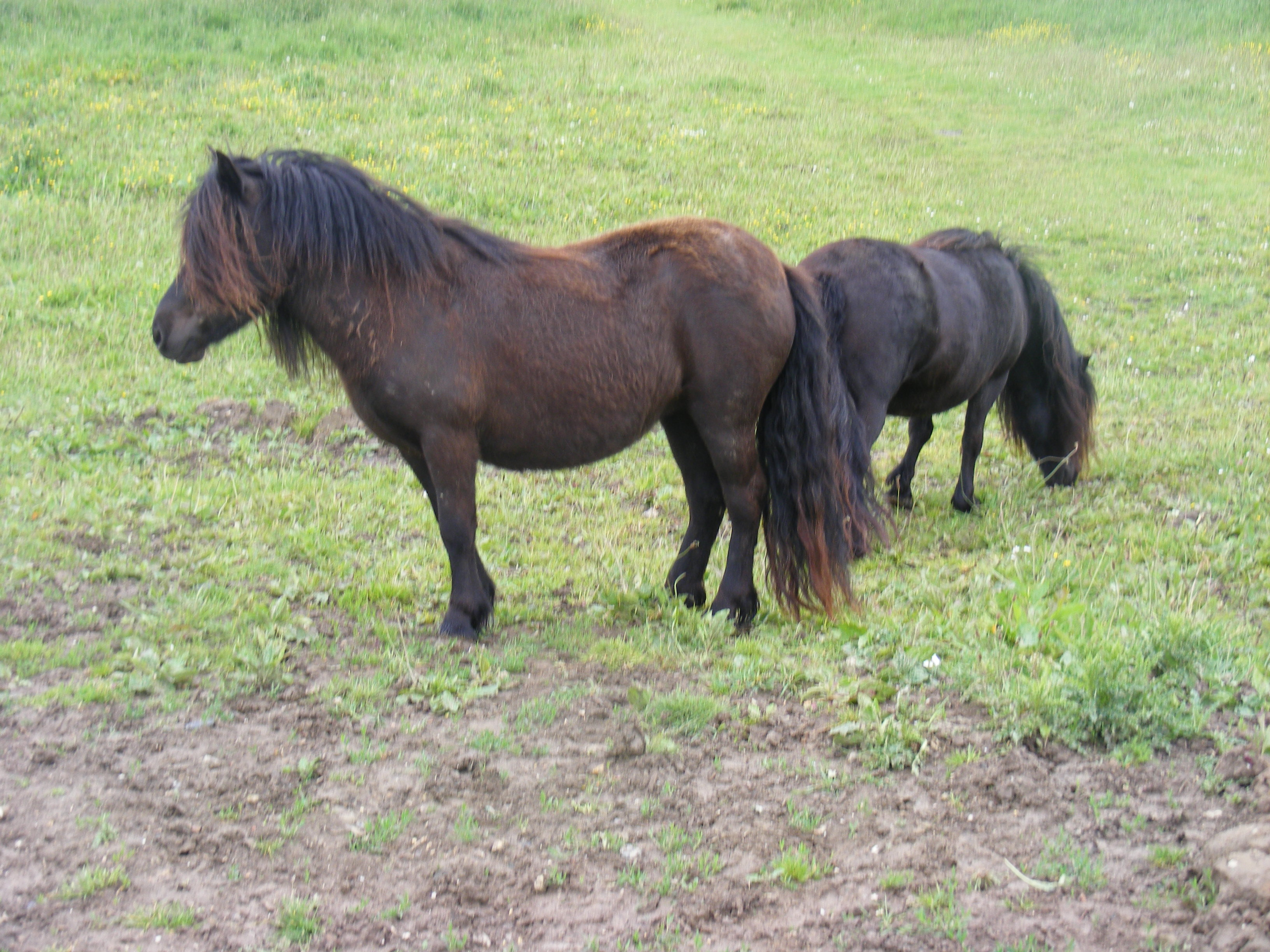

Под действием одного их продуктов расщепления проопиомеланокортина (как правило, это альфа-меланоцитстимулирующий гормон), MC1R инициирует сложный сигнальный каскад, который приводит к выработке чёрного или коричневого эумеланина. У большинства млекопитающих данный сигнал может быть изменён связыванием другого белка с MC1R. Белок Агути (Agouti signal protein, Asip) ингибирует взаимодействие MC1R. с альфа-меланоцитостимулирующим гормоном, что в результате приводит к выработке красного или жёлтого феомеланина. Пульсирующий характер передачи сигнала с помощью Агути через MC1R. приводит к выработке характерного окраса агути (чередование желтых и чёрных полос на волосе) у большинства млекопитающих. У некоторых видов секреция Агути не пульсирующая, она меняется не во времени, а в зависимости от участка тела. Особенно это хорошо заметно у лошадей, у которых окраска ног, хвоста и гривы чёрная, а тела — красноватая. Исключение составляют человеческие волосы, на цвет которых белок Агути не влияет.

## Работа Мс1r у холоднокровных животных
У холоднокровных животных, таких как рыбы, амфибии и рептилии Мс1r выполняет немного другие функции, чем у млекопитающих. У них, в результате активации α — меланоцитстимулирующего гормона (α — МСГ) под действием Мс1r, начинается выделение эумеланина, который заполняет меланосомы через внутренние пигментные клетки, называемые меланофорами.
Это придаёт коже животных тёмный окрас и часто проявляется при изменении настроения или условий окружающей среды. Такие физиологические изменения цвета выявляет Мс1r, являющийся главным указателем на адаптационную защитную окраску. Роль Asip, связанного с Мс1r в регуляции этой адаптации к окружающей среде неясна, однако у рыб, (относящихся к инфраклассу teleostei) функциональный антагонизм обеспечивается меланиноконцентрирующим гормоном. Этот сигнал проходит через рецепторы к группе меланосом по направлению маленькой зоны в центре меланофор, в результате чего животные имеют более светлую окраску. Головоногие моллюски создают похожие, даже более красочные пигментарные эффекты, используя мышцы, быстро сокращающие и расслабляющие свои хроматофоры. Мс1r не играет роль в быстром и красочном изменении цвета у этих беспозвоночных

## Генетика пигментации
Проявление гена Мс1r регулируется микрофтальмия-ассоциированным транскрипционным фактором. В результате мутаций Мс1r может возникнуть рецептор, который беспрерывно передаёт сигнал, даже когда он не стимулирован; другие мутации приводят к снижению активности рецептора.
Аллели нормального Мс1r доминанты и в основном передаются по наследству, что приводит к чёрной окраски шерсти, в то время как аллели дефектного Мс1r рецессивны, и в результате шерсть у животного имеет светлую окраску. Варианты дефекта Мс1r, связанные с проявлением чёрного, красного, жёлтого цвета окраски шкур были зарегистрированы у многих видов животных.
Проведённые изучения показывают, что более 80 % людей с рыжими волосами или со светлой кожей имеют дисфункциональный вариант гена Мс1r. Это открытие вызвало интерес к изучению того, почему существует широкое распространение рыжих волос и светлой кожи среди северных европейских популяций людей, особенно в Великобритании и Ирландии.
"Африканская" гипотеза предполагает, что современные люди брали начало в Африке, а после мигрировали на север, заселяя Европу и Азию. Это является наиболее вероятной версией, т. к у мигрантов есть активный Мс1r, и соответственно, они имеют темную кожу и тёмные волосы (как у коренных африканцев). Одновременно с миграцией на север действие естественного отбора, поддерживающее тёмный цвет кожи, уменьшилось, т. к солнечное излучение стало менее интенсивным. Таким образом, изменения в Мс1r начали появляться у популяции людей, приводящие в результате к побледнению кожи и осветлению волос у некоторых европейцев.
Дальнейшие изучения не подтвердили присутствия положительного отбора, при введении изменений с Mc1r. Вместо этого отсутствие высокой степени облучения в Северной Европе ослабило давление естественного отбора на активность Мс1r, позволяя гену, кодирующему его, мутировать в дисфункциональный вариант, без которого начинается дрейф генов.
Причины необычно высокого числа дисфункциональных вариантов Мс1r в определённой человеческой популяции ещё не известны, хотя было высказано предположение о том, что светлые волосы проявляются при половом отборе.

## Роль Мс1r в болевой чувствительности
Недавние эксперименты исследователей из университета Макгилла, (Монреаль, Канада), с мышами мутантами жёлто-рыжего цвета и рыжеволосыми людьми, лишенными функционирующего Мс1r, показывают, что у обоих организмов с таким генотипом  снижается чувствительность к болевым раздражителям  и повышается восприимчивость к болеутоляющим и морфинсодержащим веществам.
Эта работа показывает роль Мс1r вне пигментных клеток. Но механизм действия белка, регулирующего чувствительность к боли, ещё не известен.